# كلارنس وينستون
كلارنس وينستون (بالإنجليزية: Clarence Winston)‏ هو لاعب كرة قاعدة أمريكي، (و. 1878  م).